# René Cadeau
Pour les articles homonymes, voir Cadeau (homonymie).
René Cadeau, né le 15 février 1782 à Angers et mort le 24 octobre 1858 à Paris, est un artiste peintre français.

## Biographie
Né le 15 février 1782 à Angers, il a étudié sous Pierre Guérin et a exposé au Salon entre 1819 et 1849. 
Il épouse Marie Jeanne Fillidier. Le couple donne naissance à Françoise Amélie Cadeau.
Il est mort le 28 octobre 1858 à Paris.

## Œuvres

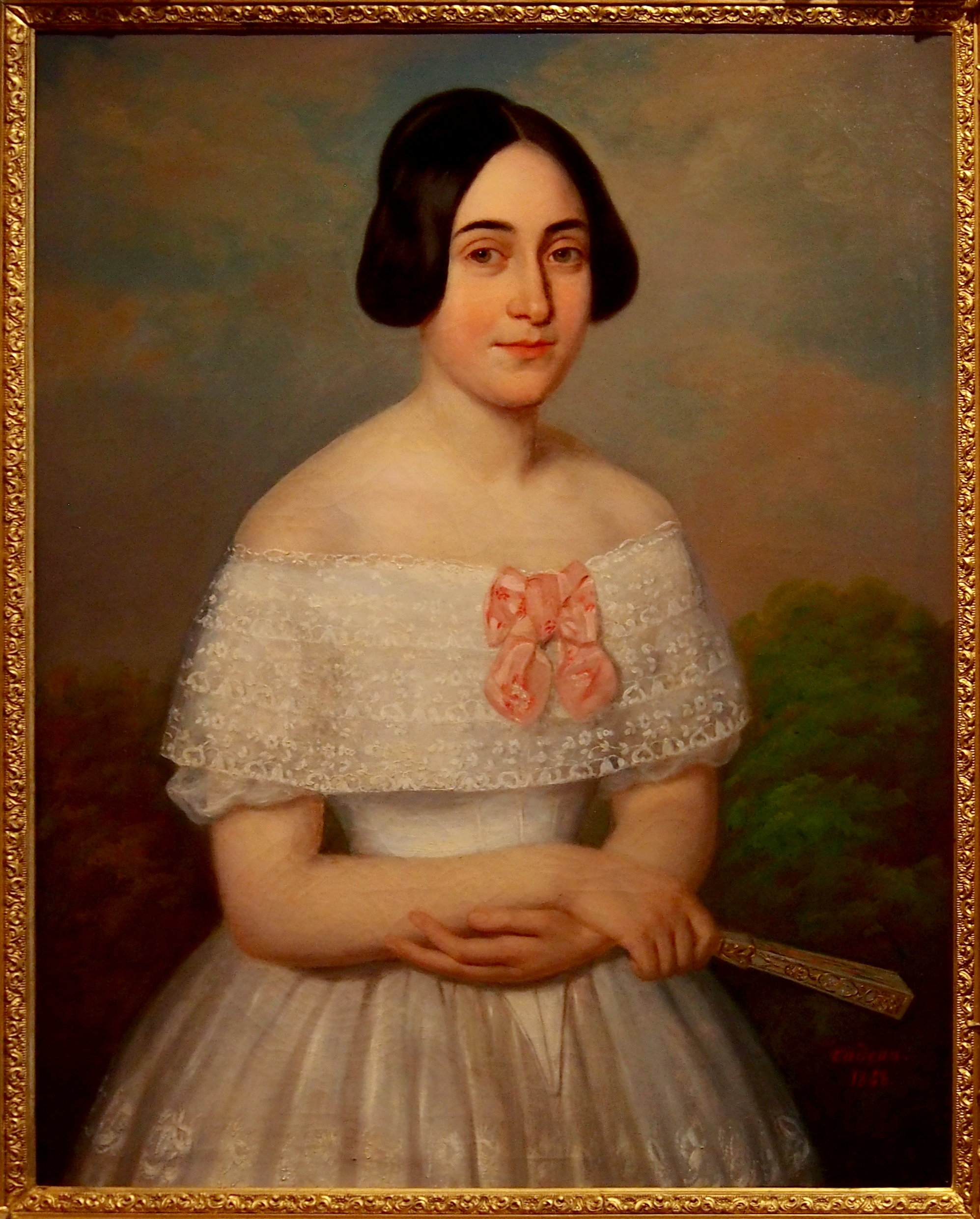
Portrait de femme ornée de dentelles, huile sur toile (1848, musée des Beaux-Arts et de la dentelle d'Alençon).

- Une famille malheureuse[2]
- La petite dormeuse[2]
- Fruits[2]